# Deck13
Deck13 ist ein deutsches Entwicklungsstudio und Publisher für Computerspiele mit Stammsitz in Frankfurt am Main. Das 2001 gegründete Unternehmen erlangte erste Bekanntheit durch seine Adventures Ankh und Jack Keane, später auch durch seine Action-Rollenspiele Venetica und The Surge. Seit 2020 ist es ein Tochterunternehmen des französischen Publishers Focus Home Interactive.

## Geschichte
Das Unternehmen entstand aus dem lockeren Zusammenschluss von vier Schulfreunden und Studienkollegen, darunter Jan Klose und Florian Stadlbauer. Diese veröffentlichten seit 1996/97 unter dem Label Artex Software erste Computerspiele für die Plattform Acorn RiscPC. Nach der positiven Resonanz gründeten sie 2001 eine GmbH, zunächst noch mit dem Namen Triggerlab. Der erste Titel, den der Entwickler 2002 veröffentlichte, war der Taktik-Shooter Stealth Combat. Im gleichen Jahr erfolgte die Umbenennung in Deck13 Interactive basierend auf der Karte DM-Deck16 aus Unreal Tournament. Das Label Artex Software wurde weiter für die Veröffentlichung von Low-Budget-Produktionen eingesetzt.
2005 erschien das humorvolle Adventure Ankh, das ein Remake des bereits 1998 von Artex Software veröffentlichten Spiels Ankh: The Tales of Mystery ist. Da sich dieser Titel, der im alten Ägypten spielt, sehr gut verkaufte und mit zahlreichen Auszeichnungen versehen wurde, begann man bald mit der Produktion der Fortsetzung Ankh: Herz des Osiris, welche fast genau ein Jahr später erschien und Elemente des Vorgängerspiels wiederverwendete. Anfang August 2007 wurde der Adventure-Titel Jack Keane veröffentlicht, der der Ankh-Serie grafisch und spielerisch ähnelt, dessen Handlung jedoch in England und Indien zur Kolonialzeit angesiedelt ist. Ankh: Kampf der Götter erschien ebenfalls 2007. Fünf Jahre nach der Veröffentlichung des ersten Teils erschien Jack Keane und das Auge des Schicksals. Das Rollenspiel Venetica für den deutschen Publisher dtp entertainment ist 2009 erschienen. Haunted erschien 2011; nach der Insolvenz des Publishers HMH übernahm dtp entertainment die Veröffentlichung des Adventures.
2013 übernahm Deck13 aus der Insolvenzmasse der dtp entertainment einige Mitarbeiter der Entwicklungstochter Cranberry Production und gründete mit diesen die neue Niederlassung Deck13 Hamburg. Das Team zeichnete für die TransOcean-Spiele verantwortlich. Im August 2015 etablierte Deck13 in Berlin ein weiteres Team, welches zunächst das Hauptstudio in Frankfurt bei der Entwicklung des Rollenspiels The Surge unterstützen sollte.
Im März 2016 wurde Mathias Reichert im Rahmen einer Nachfolgeregelung zum dritten Geschäftsführer neben den Gründern Florian Stadlbauer und Jan Klose ernannt. Stadlbauer verließ den Entwickler zum September 2016, um in die Finanzbranche zu wechseln. Er blieb Mitgesellschafter, während sich Jan Klose und Mathias Reichert künftig die Führung des Studios teilten.
Ende Juni 2020 wurde bekannt, dass sämtliche Anteile an Deck 13 und dem Publishing-Arm Deck 13 Production von Focus Home Interactive, einem französischen Publisher von Computerspielen gekauft wurde. Focus war bereits der Publisher für die beiden Teile der The-Surge-Serie gewesen. Der Kaufpreis betrug 7,1 Millionen Euro. Sowohl Klose als auch Reichert blieben nach der Übernahme weiterhin für die Unternehmensleitung zuständig. Im Februar 2021 wurde die Gründung eines Zweigstudios in Montreal bekannt gegeben, mit dem das Studio hoffte neue qualifizierte Mitarbeiter für künftige Projekte gewinnen zu können.
Im August 2023 wurde das Fantasy-Action-RPG Atlas Fallen veröffentlicht. 2024 wurde der ehemalige Plaion-Manager Lars Jansen als neuer Geschäftsführer eingestellt.

## Technologie
Deck13 entwickelt ihre eigene Game- und Grafik-Engine FLEDGE für mehrere Plattformen (PC, Mac, Xbox 360, Xbox One, PS3, PS4, iOS). In früheren Titeln (von Ankh bis Venetica/Haunted) wurde die hauseigene Game-Engine PINA verwendet, die für das 3D-Rendering eine modifizierte Version der freien OGRE-Engine verwendet.

## Spiele

### Als Entwickler

#### Unter dem Label Deck13 Interactive
- Ankh für Windows (2005) via Rebel Games und für Mac OS und Linux (2006) via Runesoft sowie als Ankh: Fluch des Skarabäenkönigs für DS (2008) via Xider Games
- Ankh: Herz des Osiris für Windows (2006) via Xider Games und für Mac OS und Linux (2007) via Runesoft
- LUKA und das geheimnisvolle Silberpferd für Windows (2007) via Polizeiliche Kriminalprävention der Länder und des Bundes
- Jack Keane für Windows (2007) via 10tacle Studios und für Mac OS und Linux (2008) via Runesoft
- Ankh: Kampf der Götter für Windows (2007) via Daedalic Entertainment/Xider Games und für Mac OS (2009) via Runesoft
- LUKA und der verborgene Schatz für Windows (2008) via Polizeiliche Kriminalprävention der Länder und des Bundes
- Venetica für Windows und Xbox 360 (2009) und für PlayStation 3 (2010) via dtp entertainment
- Ankh: Die verlorenen Schätze für Windows (2009) via Prime Games
- Black Sails: Das Geisterschiff für Windows (2010) via Astragon
- Jade Rousseau: Die geheimen Evangelien – Schatten über Sant' Antonio (Staffel 1/Episode 1) für Windows (2010) via phenomedia publishing und für Mac OS (2011) via Runesoft
- Reading the Dead für Windows (2010) via Astragon und für Mac OS (in Entwicklung) via Runesoft
- Haunted für Windows (2011) via dtp entertainment
- Jack Keane und das Auge des Schicksals für Windows (2012) via Astragon
- Moorhuhn – Tiger & Chicken für Windows und iOS (2013) via Deep Silver/Deutsche Telekom
- Blood Knights für PlayStation 3, Windows und Xbox 360 (2013) via kalypso
- Lords of the Fallen für PlayStation 4, Windows und Xbox One (2014) via City Interactive
- TransOcean: The Shipping Company für Windows (2014) via Astragon
- Space Hawk (Toys-to-life) für Android und iOS (2015) via Ravensburger
- TransOcean 2: Rivals für Windows (2016) via Astragon
- The Surge für PlayStation 4, Windows und Xbox One (2017) via Focus Home Interactive
- The Surge 2 für PlayStation 4, Windows und Xbox One (2019) via Focus Home Interactive
- Atlas Fallen für Windows, PlayStation 5, Xbox Series (2023) via Focus Entertainment

#### Unter dem Label Triggerlab
- Stealth Combat (Arbeitstitel: Iron Dignity) für Windows (2002) via Modern Games

#### Unter dem Label Artex Software
- Exodus: The Colonisation of Space für RISC OS (1997)
- Botkiller für RISC OS (1998)
- Ankh: The Tales of Mystery für RISC OS (1998)
- Botkiller 2 für RISC OS (1999)
- Iron Dignity für RISC OS (Entwicklung eingestellt) und Windows (s. Stealth Combat)
- TEK 1608 für RISC OS (2002) für Windows (2003) via Comport Interactive
- Ski Resort Tycoon: Deep Powder für Windows (2003) via Activision Value Publishing
- Carnival Cruise Lines Tycoon 2005: Island Hopping für Windows (2004) via Activision Value Publishing
- Die Pferdebande und der falsche Ritter für Windows (2005) via dtp young entertainment

### Als Publisher
- 2015: CrossCode
- 2016: Obliteracers
- 2022: Chained Echoes

## Auszeichnungen
- Deutscher Entwicklerpreis 2014 für das beste deutsche Studio

Für Ankh:
- Deutscher Entwicklerpreis 2005 (Bestes deutsches Spiel 2005, Bester Soundtrack/In-Game Sound, 2. Platz Beste Story/Spielewelt)
- Bestes deutsches Spiel 2005 (GameStar)
- Bestes deutsches Spiel 2005 (4Players)

Für Ankh: Herz des Osiris:
- Deutscher Entwicklerpreis 2006 (2. Platz Bestes deutsches Adventure, 2. Platz Beste Story/Spielewelt, 3. Platz Leveldesign)

Für Jack Keane:
- Deutscher Entwicklerpreis 2007 (Bestes deutsches Adventure, Beste Story/Spielewelt)
- GameStars 2007 (Adventure des Jahres)

Für Ankh: Kampf der Götter:
- GameStars 2007 (Kategorie: Adventure, 3. Platz)

Für LUKA und das geheimnisvolle Silberpferd:
- Lara Education Award 2007 (Spezialpreis der Jury)
- Nominierung für deutschen Kindersoftwarepreis TOMMI 2006

Für Moorhuhn – Tiger and Chicken:
- Deutscher Entwicklerpreis 2013 für das beste Mobile Core Game

Für Lords of the Fallen:
- Deutscher Entwicklerpreis 2014 (Bestes Actionspiel, Bestes Game Design, Bestes deutsches Spiel)
- Deutscher Computerspielpreis 2015 (Bestes deutsches Spiel, beste Inszenierung)

Für The Surge:
- Deutscher Entwicklerpreis 2017 (Bestes deutsches Spiel)[11]